# Freesia laxa
Freesia laxa es una pequeña  planta con cormos perteneciente a la familia Iridaceae. Es originaria de la zona oriental de África meridional desde Kenia hasta el noreste de Sudáfrica. Se cultiva en jardines como planta ornamental.

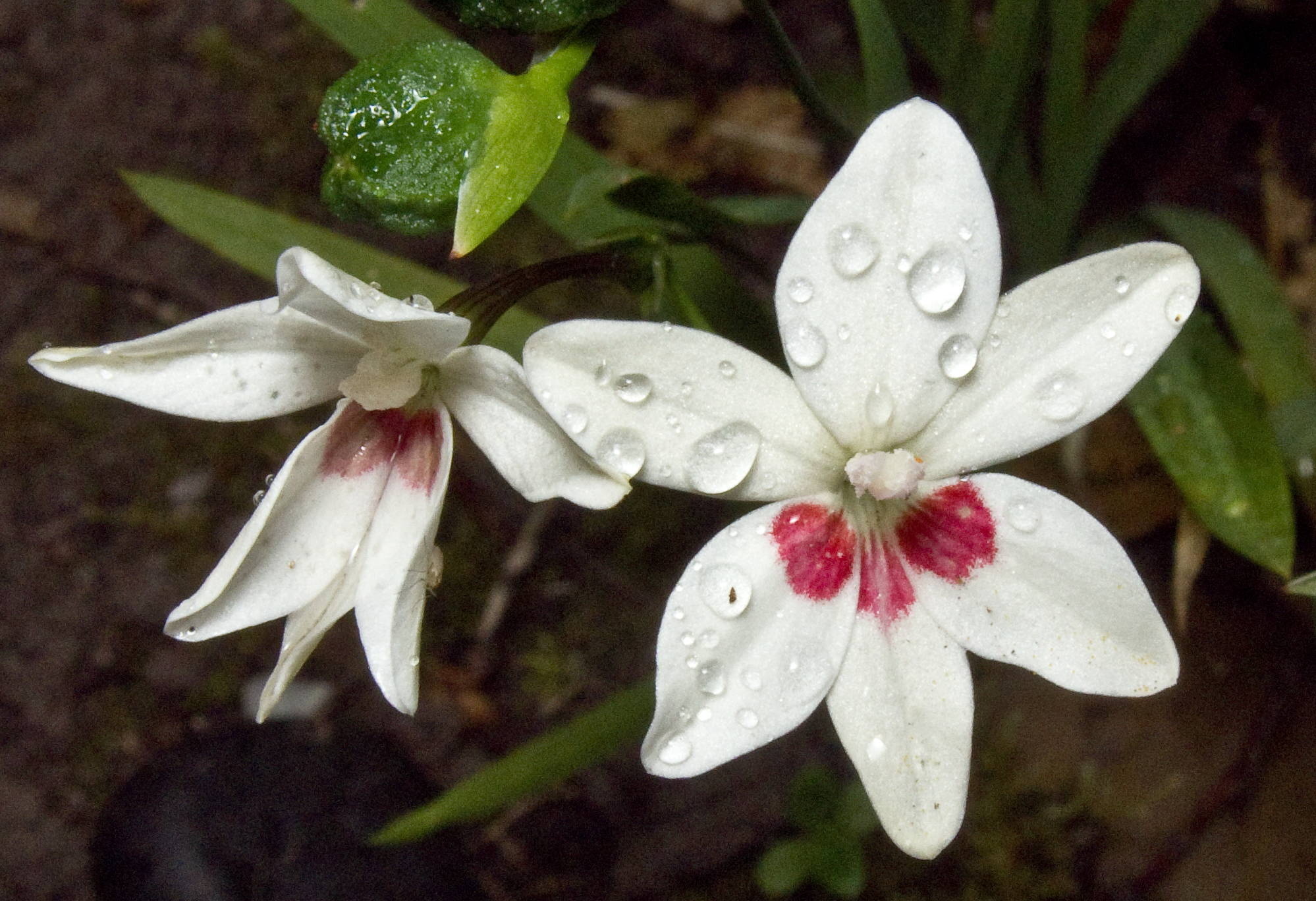
Flores

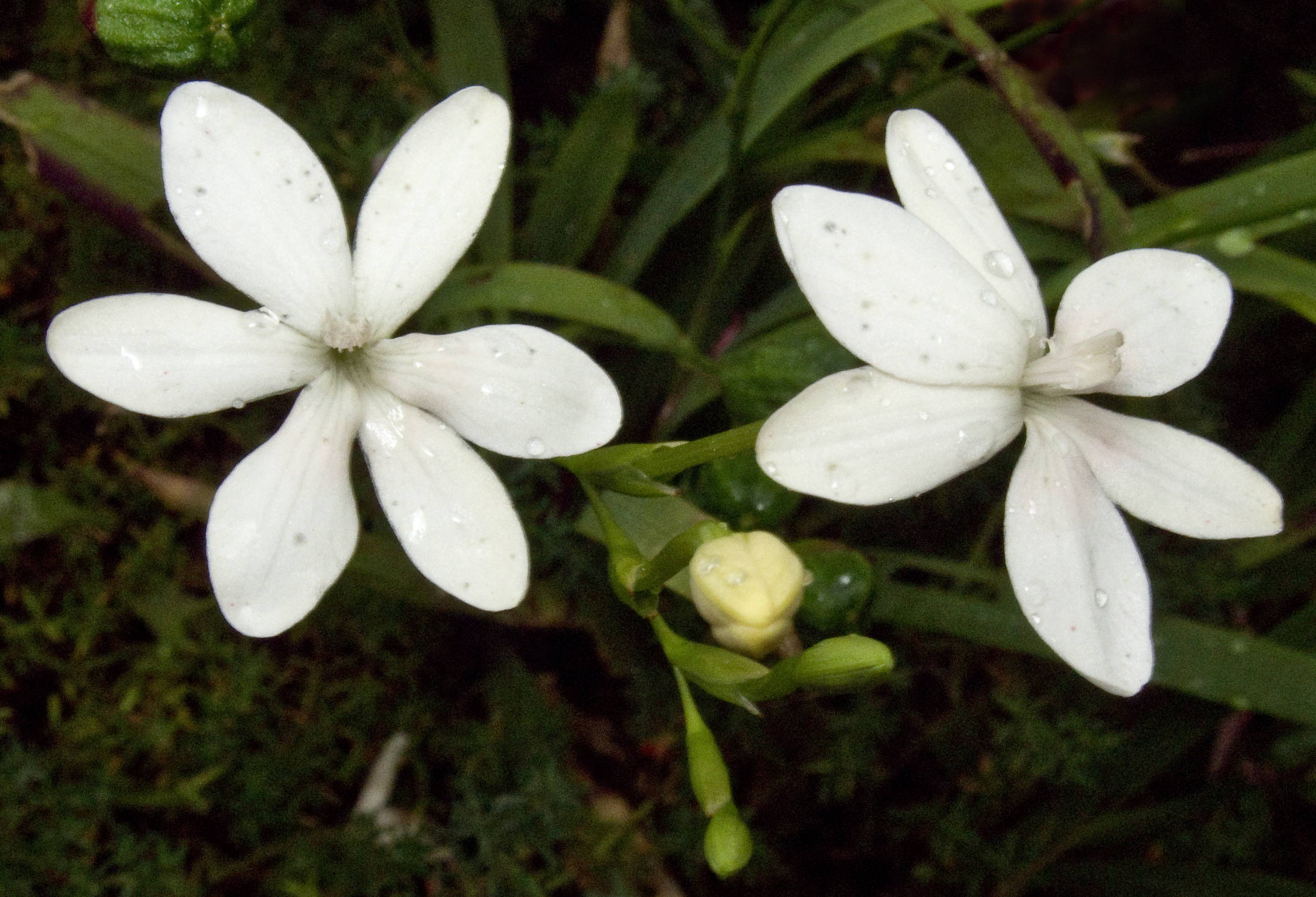
Flores

## Descripción
Freesia laxa crece a partir de cormos, alcanzando unos 15-30 cm de altura. Las hojas verdes se disponen en forma de abanico plano del que emerge el tallo de la flor. Las flores son aplanadas, de aproximadamente 2 cm de diámetro. Su color varía considerablemente. El color de fondo es el color rojo, blanco o azul pálido. Las bases de los tres más bajos tépalos por lo general tienen un tono marcado más oscuro, que podrá ser de color rojo o púrpura, aunque está ausente en la forma de color blanco puro. Las semillas son de color rojo brillante.

## Distribución
Es originaria de la parte oriental de África meridional, desde Kenia a Sudáfrica, donde crece en condiciones algo húmedas. Muere el cormo en el invierno, a crecer de nuevo al final de la primavera y la floración en verano. En la naturaleza, en el hemisferio sur, florece entre octubre y diciembre.

## Taxonomía
Freesia laxa fue descrita por (Thunb.) Goldblatt & J.C.Manning y publicado en Journal of Botany, British and Foreign 66: 141. 1928.
Etimología
Freesia nombre genérico que fue dedicado en honor del médico alemán Friedrich Heinrich Theodor Freese (1795-1876).
laxa: epíteto latino que significa "laxa".
Sinonimia
- Gladiolus laxus Thunb.
- Meristostigma laxum (Thunb.) A.Dietr.
- Lapeirousia laxa (Thunb.) N.E.Br.
- Anomatheca laxa (Thunb.) Goldblatt
- Lapeirousia cruenta (Lindl.) Baker
- Freesia cruenta (Lindl.) Klatt.